# Alan Greene
Alan Greene   (Denver, 29 d'agost de 1911 - 12 de març de 2001) fou un saltador estatunidenc que va competir durant la dècada de 1930.
El 1936 va prendre part en els Jocs Olímpics de Berlín, on guanyà la medalla de bronze en la competició del salt de trampolí de 3 metres del programa de salts.